# Concert per a piano núm. 26 (Mozart)
El Concert per a piano núm. 26 en re major, K. 537, és una obra de Wolfgang Amadeus Mozart que va acabar de compondre el 24 de febrer de 1788. Popularment se'l coneix com el Concert de la Coronació. Aquesta denominació és confusa perquè el concert no va ser escrit per a cap coronació. Mozart comenta en una carta a la seva esposa, l'abril de 1789, que acabava d'interpretar aquest concert davant la cort vienesa. Però el sobrenom «de la Coronació» deriva del fet que va interpretar l'obra en l'època que es produí la coronació de Leopold II com a emperador del Sacre Imperi Romanogermànic, l'octubre de 1790 (K 419), a Frankfurt del Main. En el mateix concert, Mozart també va interpretar el Concert per a piano núm. 19. Això se sap gràcies al fet que Johann André d'Offenbach va publicar les primeres edicions de tots dos concerts el 1794, i va deixar constància que ambdós concerts foren interpretats en ocasió de la coronació de Leopold II.
Alan Tyson, en la seva introducció al facsímil de la partitura autògrafa (que es conserva en l'actualitat a la Pierpont Morgan Library de Nova York) publicada per Dover Publications, comenta que «tot i que el K 459 ha estat a vegades anomenat Concert "de la Coronació", aquest títol ha estat gairebé sempre aplicat al Concert K 537».

## Estructura
El concert consta de tres moviments:
1. Allegro, en re major i en compàs de 4/4.
2. (Larghetto), en la major i en compàs de 2/2.
3. (Allegretto), en re major i en compàs de 2/4.

El tempo del segon i tercer moviments es posa entre parèntesis perquè a l'autògraf no apareixen escrits amb la mà del mateix Mozart; per tant, sembla que han estat anotats per una altra persona. La Neue Mozart-Ausgabe [NMA V/15/8, ed. Wolfgang Rehm] posa l'anotació Tempobezeichnung im Autograph von fremder Hand ["Indicació del tempo en l'autògraf per una altra mà"] en els dos moviments, tot i que l'antiga edició d'obres completes de la Breitkopf & Härtel no en diu res sobre aquesta qüestió.)

## La part del piano inacabada

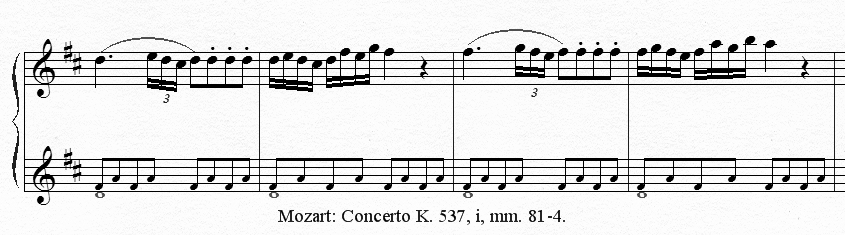
Aquesta partitura mostra l'entrada de la part del piano en el primer moviment del concert. El pentagrama superior mostra les notes escrites en la partitura autògrafa de Mozart. El que es veu en el pentagrama inferior, que es presenta amb les notes més petites, va aparèixer per primera vegada en l'edició de 1794, impresa per Johann André.

Hi ha un tret molt inusual en aquest concert. A més d'ometre les indicacions del tempo en dos dels moviments, Mozart, segons paraules de Tyson, no va fer cap anotació per a la mà esquerra del piano en una gran nombre de compassos al llarg de l'obra. Com es pot veure en l'edició facsímil de Dover Publications, hi ha llargs passatges de la part del solista que simplement no tenen res per a la mà esquerra, inclòs l'inici del solo (moviment 1, compassos 81-99) i el segon moviment sencer. De fet, no hi ha un cap altre concert per a piano de Mozart en el qual una bona part del solo el compositor l'hagi deixat inacabada. La primera edició de 1794 presenta aquests buits farcits i gran part dels experts en Mozart, com ara Alfred Einstein i Alan Tyson, han assumit que les addicions van ser incloses per l'editor Johann André.
S'ha observat, però, que en la primera edició els principis de tots els passatges que estaven farcits de notes només incloïen patrons d'acompanyament com, per exemple, figures de baix d'Alberti i acords. Així, en els compassos 145-151 del primer moviment que contenen els passatges més virtuosístics de l'obra, estan totalment completats a l'autògraf. Per a les seccions menys complexes del solo, és evident que Mozart "sabia perfectament què és el que havia de tocar", i per tant, els va deixar incomplets.
L'antiga partitura d'aquest concert de les Obres Completes de Mozart de Breitkopf & Härtel no fa cap distinció entre el que Mozart va escriure realment i el que André (o algú encarregat per ell) va modificar. Així i tot, el volum de la Neue Mozart-Ausgabe referenciava les addicions d'André en una grafia de mida més petita, amb l'objectiu de distingir amb més facilitat les notes originals de Mozart.

## Acollida de la crítica
Al llarg de la història, aquest concert ha tingut una bona acollida i ha estat un dels concerts per a piano més cèlebres, especialment durant el segle xix. El 1935, Friedrich Blume, editor de l'edició Eulenburg d'aquesta obra, va dir que dels concerts per a piano de Mozart "és el més conegut i el que més sovint s'interpreta". Tot i que aquest concert és popular gràcies al seu amable estil rococó (o galant), en l'actualitat es considera que no arriba al nivell de qualitat dels dotze concerts per a piano vienesos anteriors o del posterior Concert per a piano núm. 27. El 1945, Alfred Einstein va comentar:
| « | ... És molt mozartià, mentre que al mateix temps no expressa el tot, ni tan sols la meitat de Mozart. És, de fet, tan "mozartesc" que un podria dir que en ell Mozart s'imitava a si mateix –tasca que no era difícil per a ell–. És tant brillant com amable, especialment en el moviment lent; aquest és molt simple, fins i tot primitiu en la seva relació entre el solo i el tutti, i tan completament fàcil d'entendre que fins i tot en el segle xix era comprès sense dificultat. | » |

Malgrat tot, o per tot això que s'ha comentat, actualment el Concert "de la Coronació" continua sent molt interpretat.